# Lewis Nixon
Lewis Nixon III (1918. szeptember 30. – 1995. január 11.) az Egyesült Államok hadseregének tisztje volt, aki a második világháború alatt szolgált a 101. légi szállítású hadosztály 506. ejtőernyős gyalogezred 2. zászlóalj E (Easy) századában.
Nixont Ron Livingston alakította az HBO Band of Brothers minisorozatában.

## A háború előtti élete
Lewis Nixon 1908. szeptember 30-án született New Yorkban Stanhope Wood Nixon és Doris Ryer Nixon gyermekeként. Nagyszülei Lewis Nixon I (1861–1940) és Sally Wood Nixon unokája volt. 
Fiatalkorában Nixon New Yorkban és Montecitóban, Kaliforniában élt. Sokat járta a világot, járt Németországban, Franciaországban és Angliában is. Nixon a Santa Barbara-i Cate Schoolban végzett, majd két évig a Yale Egyetemre járt.

## A világháborúban
Nixont 1941. január 14-én a New Jersey állambeli Trentonban választották be az Egyesült Államok hadseregébe. Miután 1941-ben gyalogsági alhadnagyként végzett a Hadsereg Tisztképző Iskolájában, önkéntesként jelentkezett az ejtőernyősökhöz. 
Az 506. ejtőernyős gyalogezred, 2. zászlóaljában az Easy századhoz rendelték, parancsnoka Robert Sink ezredes volt. Az 506. önálló ezred volt 1943 júniusáig, amikor is a 101. légszállítású hadosztály része lett. Nixon kiképzése a Toccoai kiképzőtáborban történt.
1943 szeptemberében az 506-ossal az angliai Wiltshire állambeli Aldbourne-ba küldték, a szövetségesek normandiai inváziójára készülve.
Nixont kinevezték a 2. zászlóalj hírszerző tisztjének. Ő és az 506. 1944. június 6-án ejtőernyővel ugrott Normandiába. Előléptették nem sokkal azután, hogy az Easy század 1944. június 12-én harcolt a carentani csatában. Hollandiában, Belgiumban és Németországban is ott volt. Hollandiában egy német MG 42-es géppuska golyója eltalálta, a golyó áthaladt a sisakján, súrolta a homlokát és egy kis égési nyomot hagyott rajta. Alkoholproblémái miatt végül lefokozták és visszahelyezték a 2. zászlóaljhoz műveleti tisztnek, ahol továbbra is megmutatta képességeit a tervezésben és a műveletekben. 
Berchtesgadenben elsőként választhatott Hermann Göring kiterjedt borgyűjteményéből, amelyet eredetileg Göring parancsára állítottak össze, és amely Franciaország és más európai megszállt területek borászataiból lopott palackokból állt.
1945. március 24-én Nixont Maxwell Taylor vezérőrnagy, a 101. hadvezér parancsnoka kirendelte, hogy megfigyelő legyen William Miley vezérőrnagy 17. légideszant hadosztályánál a Varsity hadművelet során, a Rajna folyó légi átkelésénél. Nixon gépe találatot kapott az ugrási övezet fölött és csak ő és két másik katona élte túl. Egyike azon kevés férfiaknak a 101.ben, akik háromszor ugrottak a háború alatt.  
Nixon századosi ranggal fejezte be a második világháborút.

## A háború után
A háború után egy ideig a család tulajdonában lévő Nixon Nitrát műveknél dolgozott, legjobb barátjával, Richard Winterssel, akinek még a háború végén ajánlott állást a cégnél.
Nixonnak két sikertelen házassága volt, mielőtt 1956-ban feleségül vette utolsó feleségét, Grace Umezawát. Esküvőjükön Richard Winters volt a tanúja.
Újra összerakta az életét, és a házasságuk során legyőzte alkoholizmusát. Nem volt gyerekük.

## Halála
Lewis Nixon cukorbetegség okozta szövődményekben halt meg Los Angelesben, Kaliforniában, 1995. január 11-én. Felesége, Grace kérésére legjobb barátja, Richard Winters mondta a gyászbeszédet.

## Érdekességek
- Nixonról úgy emlékeztek, mint aki mindig rendelkezik whiskyforrással, függetlenül attól, hogy hol volt a század. Különösen a Vat 69 nevű whisky-t szerette.
- Nixon soha nem adott le lövést a harcokban, bár sok időt töltött a frontvonalban intenzív közelharcok során.

## Forrás
Lewis Nixon élete. (Hozzáférés: 2023. április 26.)
Lewis Nixon life. (Hozzáférés: 2023. május 1.)